# Рональд Дж. Вільямс
Рональд Дж. Вільямс (1945, Каліфорнія — 16 лютого 2024, Фремінгем, Массачусетс) — був професором інформатики в Північно-східному університеті та одним із піонерів нейронних мереж. Він був співавтором статті про алгоритм зворотного поширення, яка викликала бум у дослідженнях нейронних мереж. Він також зробив фундаментальний внесок у галузі рекурентних нейронних мереж і навчання з підкріпленням .
Разом з Венсю Тонг і Мері Джо Ондречен він розробив оптимальну ймовірність часткового порядку (POOL), метод машинного навчання, який використовується для прогнозування активних амінокислот у білкових структурах. POOL — це метод максимальної правдоподібності з обмеженням монотонності та загальний предиктор властивостей, які монотонно залежать від вхідних характеристик.

## Інтернет-ресурси
- Home page of Ronald J. Williams